# Der Tag der Heuschrecke
Der Tag der Heuschrecke (Originaltitel: The Day of the Locust) ist ein US-amerikanisches Filmdrama aus dem Jahr 1975. Regie führte John Schlesinger, das Drehbuch schrieb Waldo Salt anhand des gleichnamigen Romans von Nathanael West aus dem Jahr 1939.

## Handlung
Die Handlung spielt in Hollywood Ende der 1930er Jahre. Der Vater der erfolglosen Schauspielerin Faye Greener, Harry, arbeitet als Hausierer. Der einfältige, früher als Buchhalter tätige Homer Simpson und der in Fayes Nachbarschaft wohnende Künstler Tod Hackett verlieben sich in sie. Simpson wird von der Frau schlecht behandelt. Hackett, der kürzlich ein Studium abgeschlossen hat, wird von einem Filmstudio eingestellt. Tod Hackett hat immer wieder Visionen, die sich am Ende mit der Wirklichkeit vermischen.
Der Tag der Heuschrecke endet mit der Premiere eines Films im Grauman’s Chinese Theatre.
Homer Simpson löst durch eine Kurzschlussreaktion eine Welle der Gewalt und Massenpanik aus.

## Hintergrund
Der Film wurde in Los Angeles (darunter in Hollywood), in Beverly Hills und in Inglewood gedreht. Die Weltpremiere fand am 7. Mai 1975 in Los Angeles statt.
Der Regisseur William Castle hat im Film einen kurzen Cameo-Auftritt als Hollywood-Regisseur. In einer kleinen Rolle spielt Richard Powell seinen eigenen Vater, den 1930er-Jahre-Filmstar Dick Powell.

## Kritiken
Roger Ebert schrieb in der Chicago Sun-Times vom 23. Mai 1975, der Film sei „aufwendig, gewagt und episch“. Er zeige auf metaphorische Weise Amerika zwischen der Depression und dem Krieg, werde am Ende jedoch lediglich eine „Übung“. Die Darstellung von Donald Sutherland gehöre zu den „Wundern“ dieses Films.
Die Zeitschrift Cinema schrieb, der Film sei eine „Verlierer-Fabel mit Top-Besetzung“.
Prisma urteilte, „Schlesingers Hollywood-Satire […] war ein durchaus nobler Versuch, der Traumfabrik einen Spiegel vorzuhalten. […] Es [ist] erstaunlich, dass Hollywood immer wieder, aber immer seltener zu derart selbstkritischen Ansätzen fähig ist: Die zur Edel-Hure herabgesunkene Faye Greener steht für den Menschenverschleiß, den das Hollywoodsche Milieu produziert. Hinter ihrer Vergötzung des Starruhms steckt genauso viel Erbärmlichkeit und Elend wie in der Menge der vergeblich Hoffenden und Enttäuschten. Am Ende des Films schlagen die gescheiterten Träume vom Glück und Glanz in zornige Verzweiflung um und provozieren einen sinnlosen Mord, der einen Aufruhr der Massen heraufbeschwört“.

## Auszeichnungen
Burgess Meredith als Bester Nebendarsteller und Conrad L. Hall für die Beste Kamera wurden im Jahr 1976 für den Oscar nominiert. Karen Black als Beste Hauptdarstellerin – Drama und Burgess Meredith als Bester Nebendarsteller wurden 1976 für den Golden Globe Award nominiert.
Ann Roth gewann im Jahr 1976 für die Kostüme den BAFTA Award. Burgess Meredith und Richard Macdonald für Bestes Szenenbild wurden 1976 für den BAFTA Award nominiert.

## Buchausgaben
- The Day of the Locust. 1939; Penguin, London 2006, ISBN 0-14-102365-1.
  - Tag der Heuschrecke (Übersetzt von Fritz Güttinger). Diogenes, Zürich 1964; ebd. als TB: Tag der Heuschrecke. Ein Hollywood-Roman, 5. Auflage 2011, (deutsche Erstausgabe als TB 1997), ISBN 978-3-257-20059-1 (= Diogenes-Taschenbuch, Band 20059).
  - Neuausgabe: neu übersetzt und hrsg. von Klaus Modick, Nachwort von Bernd Eilert, Manesse, Zürich 2013, ISBN 978-3-7175-2272-0.